# Кіннари
 Кіннари (ін.-інд. «небесна музика») — напівбожественні істоти в індуїзмі, в пізній період ототожнюються з кімпурушами . Кіннари описуються як люди, що мають кінські голови, або ж як птахи з головами людей. Вони ведуть своє походження або від Кашьяп, або від Брахми. Зокрема, вважається що кіннари народилися зі стіп останнього . Ці істоти входять в свиту бога Кубери; за родом занять — небесні співаки і музиканти — схожі з ґандгарвами.